# Аржантьой
Аржантьо̀й (на френски: Argenteuil) е град във Франция. Той е промишлено предградие (град-сателит) на Париж. Разположен е в департамент Вал д'Оаз на регион Ил дьо Франс, на около 12 km северозападно от централната част на Париж на десния бряг на река Сена. Първите сведения за града датират от 7 век. Транспортно машиностроене, металургия, електро-химическа, гумена и фармацевтична промишленост. Има жп гара. Население около 102 683 жители към 2006 г.

## Личности, родени в Аржантьой
- Жорж Брак (1882 – 1963), френски художник и скулптор

## Личности, свързани в Аржантьой
- Карл Маркс (1818 – 1883), германски философ, живял в Аржантьой
- Клод Моне (1840 – 1926), френски художник, живял в Аржантьой

## Побратимени градове
- Алесандрия, Италия от 1960 г.